# Chadron, Haute-Loire
Chadron là một xã thuộc tỉnh Haute-Loire nam trung bộ nước Pháp. Xã Chadron, Haute-Loire nằm ở khu vực có độ cao trung bình 785 mét trên mực nước biển.